# Courtrizy-et-Fussigny
Courtrizy-et-Fussigny is een gemeente in het Franse departement Aisne (regio Hauts-de-France) en telt 70 inwoners (2009). De plaats maakt deel uit van het arrondissement Laon.

## Geografie
De oppervlakte van Courtrizy-et-Fussigny bedraagt 4,1 km², de bevolkingsdichtheid is dus 17,1 inwoners per km².
De onderstaande kaart toont de ligging van Courtrizy-et-Fussigny met de belangrijkste infrastructuur en aangrenzende gemeenten.

## Demografie
Onderstaande figuur toont het verloop van het inwonertal (bron: INSEE-tellingen).
Vanwege een beveiligingsprobleem met de MediaWiki Graph-software is het momenteel niet mogelijk deze grafiek weer te geven. Zodra de software is bijgewerkt zal de grafiek vanzelf weer zichtbaar worden.